# Isopyreae
Isopyreae — триба квіткових рослин родини жовтецеві (Ranunculaceae). Включає 7-8 родів з 87-95 видами. В Україні трапляється 4 види.

## Роди
- Aquilegia — Орлики
- Enemion
- Isopyrum
- Leptopyrum
- Paraquilegia
- Paropyrum
- Semiaquilegia
- Urophysa